# 마리 앙투아네트
마리 앙투아네트(프랑스어: Marie Antoinette d'Autriche, 1755년 11월 2일 ~ 1793년 10월 16일)는 프랑스의 왕 루이 16세의 왕비이다. 신성로마제국 황제 프란츠 1세와 오스트리아 제국의 여제 마리아 테레지아 사이에서 막내딸로 태어났으며, 결혼 전의 이름은 마리아 안토니아 요제파 요한나 폰 외스터라이히로트링겐(독일어: Maria Antonia Josepha Johanna von Österreich-Lothringen)이며, 결혼한 후의 이름은 마리 앙투아네트 조제프 잔 도트리슈로렌(프랑스어: Marie Antoinette Josèphe Jeanne d'Autriche-Lorraine이다. 오스트리아와 오랜 숙적이었던 프랑스와의 동맹을 위해 루이 16세와 정략결혼을 했으나 왕비로 재위하는 동안 프랑스 혁명이 일어나 38살 생일을 2주 앞두고 단두대에서 처형되었다.

## 어린 시절

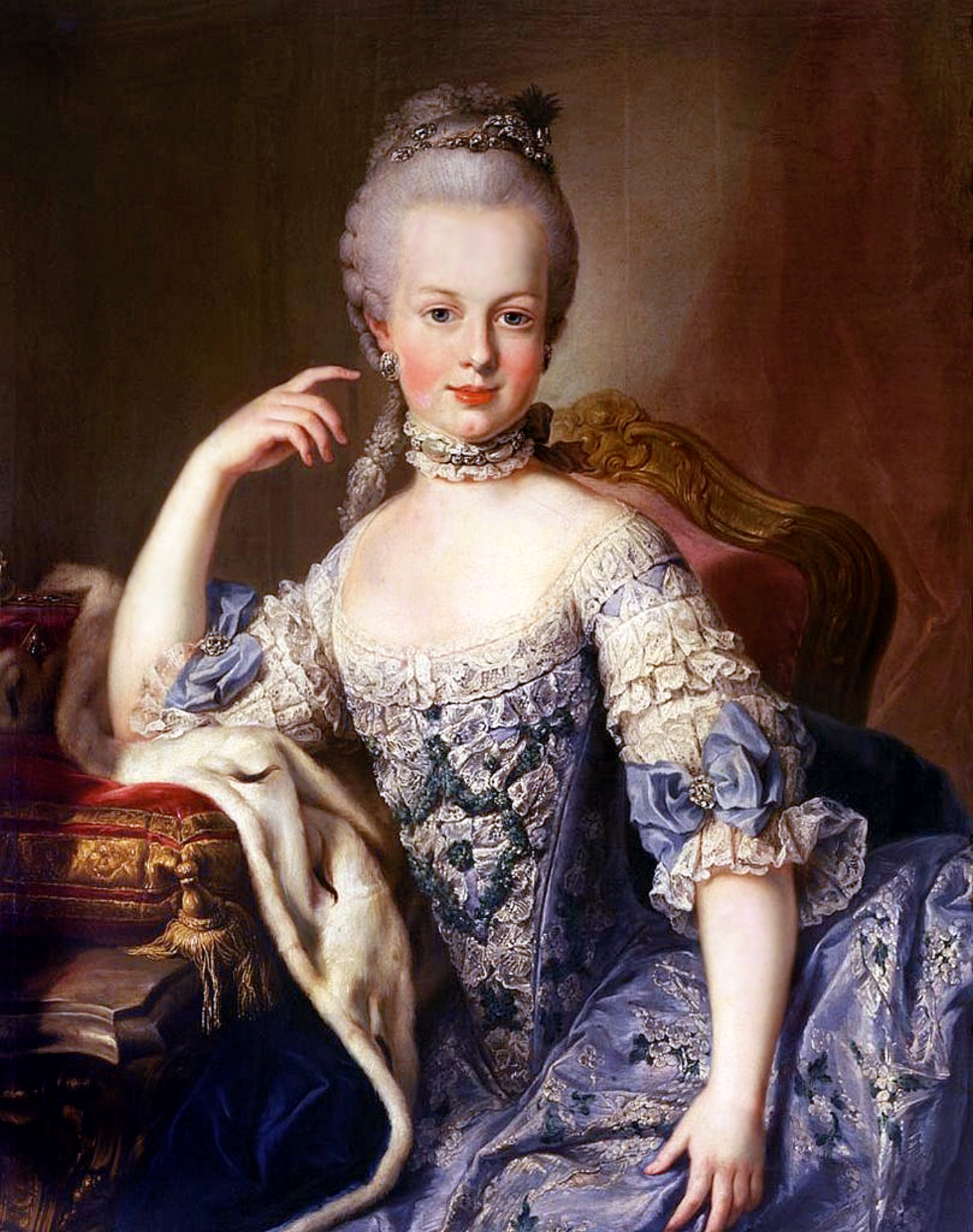
마리 앙투아네트(1767년, 12살)

### 출생과 성장
마리 앙투아네트 조셉 장 Marie-Antoinette-Joseph-Jeanne (마리아 안토니아 조세프 잔)은 1755년 11월 2일, 빈에서 신성 로마 제국의 황제이자 토스카나 대공인 신성 로마 제국의 프란츠 1세와 합스부르크 왕가의 왕녀이자 헝가리와 보헤미아의 여왕이자 신성 로마 제국의 황후이며 오스트리아 제국의 여제 마리아 테레지아의 사이에서 15번째 자녀로 태어났다. 출생 시 그녀의 본명은 마리아 안토니아 요제파 요하나 (Maria-Antonia-Josepha-Johanna) 로 오스트리아와 독일어로 '찬양받는', '은혜로운' 이라는 의미이다.
어린 시절부터 자유분방하게 성장한 그녀는 모국어인 독일어를 비롯하여, 프랑스어와 이탈리아어 등 외국어와 음악과 댄스 등을 배웠다. 
오스트리아의 예술적 풍토에서 자란 그녀는 음악과 미술을 좋아했으며 악기 중에선 하프 연주에 소질을 보였다. 상냥하고 아름다운 소녀였던 마리 앙투아네트는 1762년, 비엔나 궁정 음악회에 온 여섯 살난 모차르트가 넘어지자 일으켜주었고 즉석에서 청혼을 받기도 하였다. 자매들 중에는 마리아 카롤리나와 가장 친하였으며, 모후와 같은 날에 태어나 모후의 총애를 받았던 마리아 크리스티나와는 사이가 좋지 않았다.

### 정략 결혼
당시 오스트리아는 프로이센의 위협을 받고 있었기에, 그녀의 어머니인 마리아 테레지아는 전통적인 외교 관계를 전환하여 그동안 적대국이었던 프랑스와 동맹을 강화하려고 했다. 프랑스는 영국을 견제하기 위해 평소 앙숙이었던 오스트리아와의 협력이 필요했다. 퐁파두르 후작 부인이 나서서 오스트리아의 공주 마리 앙투아네트와 루이 오귀스트의 정략결혼의 계기를 마련하였다.
1769년 6월, 루이 15세가 보낸 약혼 문서가 마리아 테레지아에게 전해졌고 미래의 왕비를 교육하기 위해 프랑스 오를레앙 교구의 주교인 베르몽 주교가 보내졌다. 1770년 5월 16일, 마리는 14살의 나이에 베르사유 궁전에서 왕세손 루이와의 결혼식을 치러 프랑스의 마담 라 도핀느 마리 앙투아네트가 되었다. 이때 ‘마리 앙투아네트 찬가’가 만들어져 성대하게 축복 되었다.

## 결혼 생활

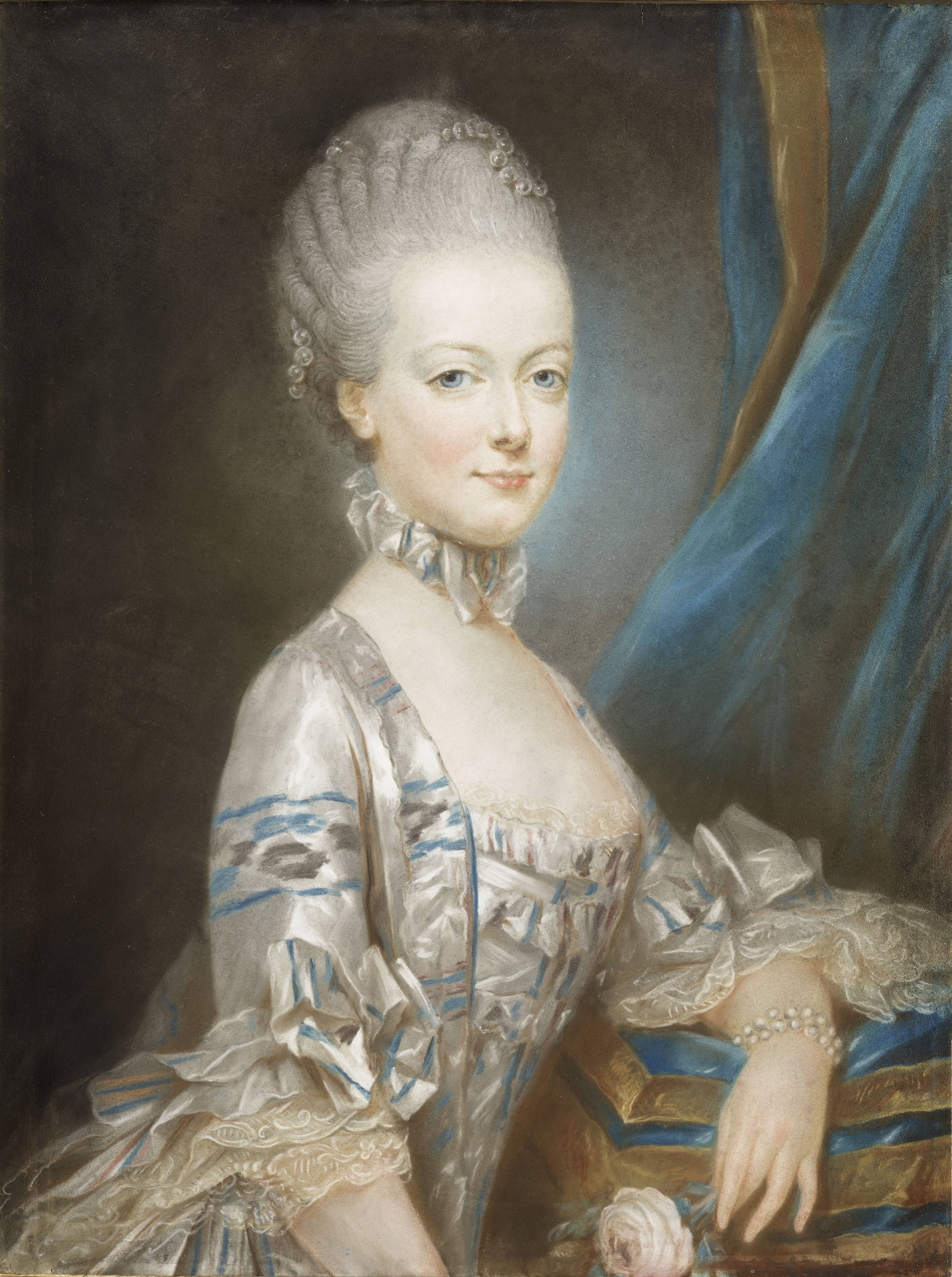
마리 앙투아네트

마리는 활달하고 사교적이며 화려한 성향이었으나, 남편 루이는 정반대로 조용하고 사색하는 것을 즐기는 편이었다. 부부는 취미나 기질 등이 달랐으나 사이가 좋은 편이었고 그로 인해 마리 앙투아네트는 프랑스 왕실로부터 수많은 보석을 선물로 받았다. 결혼후 7년 동안 자녀가 없었는데, 남편 루이에게 신체적 결함이 있어서 부부간에 실질적인 동침이 이루어지지 못한 탓이었다. 구체적인 원인은 알려져 있지 않으나 루이는 매우 간단한 수술을 받은후 네 명의 자녀를 두었으며 여느 왕들과는 달리 루이는 첩을 두지 않았다.

### 뒤바리 백작부인

뒤바리 백작 부인

마리 앙투아네트는 시조부, 루이 15세의 애첩인 뒤바리 백작 부인이 성매매 여성 (comfort women) 출신이라는 사실만으로 그녀를 심히 무시하고 경멸했다. 마리 앙투아네트는 자신과 같이 고귀한 혈통을 지닌 합스부르크 출신이 천박한 여성과 함께 한다는 것은 존엄성을 잃는 일이라 생각했다. 그러나 국왕의 공식 정부(maîtresse en titre)를 무시하는 행위는 곧 뒤바리 백작 부인의 남편인 프랑스 국왕 루이 15세를 무시하는 행위이므로 심각한 문제이기도 했다. 
화가 난 뒤바리 백작 부인은 오스트리아 대사에게 이런 일이 계속될 경우 프랑스와 오스트리아의 외교 관계가 악화될 것이라고 압박하며 마리 앙투아네트의 궁궐 생활을 방해하였다. 어머니 마리아 테레지아와 오빠의 간곡한 설득끝에 어쩔수 없이 마리 앙투아네트는 굴복하였다. 그후에 뒤바리 백작 부인에게 "오늘 베르사유에 사람이 참 많군요" 라고 직접 인사를 건네며 관계 개선을 시도했다는 일화가 전해지고 있다. 하지만 1774년 5월, 루이 15세가 병사하자, 루이 16세는 뒤바리 백작부인을 추방해버렸다.

## 프랑스 왕비

### 왕비 즉위
1774년, 루이 15세가 천연두에 걸렸다가 회복하지 못하고 사망함으로써, 그녀의 남편이 루이 16세로 즉위하자 마리는 프랑스의 왕비가 되었다. 비록 왕비가 되었으나 프랑스인들은 그녀에 대해 냉담한 편이었다. 오스트리아와는 오랜 기간 동안 적대관계에 있었기에 국민적 감정의 골이 깊었기 때문이다. 그래서 재정악화의 원인이 궁정의 사치, 특히 왕비의 사치 때문이라는 인식이 높았다. 귀족이나 민중들은 사석에서 경멸의 의미로 왕비를 '적자부인' 또는 '오스트리아 여자'라 부르기도 했다. 또한 결혼후 7년동안 아이를 낳지 못하자 온갖 외설적 중상모략과 악랄한 비난이 쏟아지기도 했다. 이에 대한 팜플릿이 돌아다니기도 했으니 마리 앙투아네트는 스트레스를 많이 받았다.

### 적자부인
당시 왕족과 귀족들은 절대 왕정 위기의 중대한 원인이었던 재정 궁핍을 고려하지 않고 화려한 로코코 문화에 물들어 있었다. 루이 15세의 정부였던 뒤바리 백작 부인이 사용했던 도자기 찻잔 한 세트에 수천만 원을 호가했던 것 등으로 미루어 보아 권력층 전원이 무절제한 사치를 했음을 알 수 있다. 귀부인들이 예술품 수집과 예술 후원 등으로 문화재를 많이 남긴 덕택에 현대의 프랑스가 많은 돈을 벌어들이고 있긴 해도, 그 당시의 프랑스 왕실 재정 상황으로 볼때에 국고에 큰 타격을 입힐 정도로 많은 돈을 사용했던 것은 사실이다. 이는 결국 루이 16세 재위에 이르러, 재정이 악화되는데 일조했다. 프랑스의 다른 왕비들과 비교하면 마리 앙투아네트가 쓴 돈은 그다지 많은 수준이 아니었다. 루이 부부가 검소했던 탓에 이들 부부는 왕실 예산 중 겨우 1/10 정도만 사용했을 뿐이었지만, 이미 왕실의 재정상태가 좋지 않았다.
희고 고운 피부와 탐스러운 머리, 늘씬한 체형을 가지고 있던 마리는 복장과 머리 손질에 관심이 많았고 당시 프랑스 복식을 주도하고 유행을 선도했다. 더구나 당시 프랑스 왕실이 왕비가 옷을 갈아입는 것과 화장하는 모습까지도 모두 공개하던 탓에 베르사유 궁전에는 왕비를 구경하려는 사람들로 매일 북새통을 이루었고, 적국 출신의 왕비로 본래 곱지 못한 시선을 받던 처지라 그녀에 대한 소문은 좋지 못하게 퍼져나갔다. 이로 인해 모후인 마리아 테레지아는 그녀에게 보내는 서신에서 이를 걱정하기에 이르렀다.

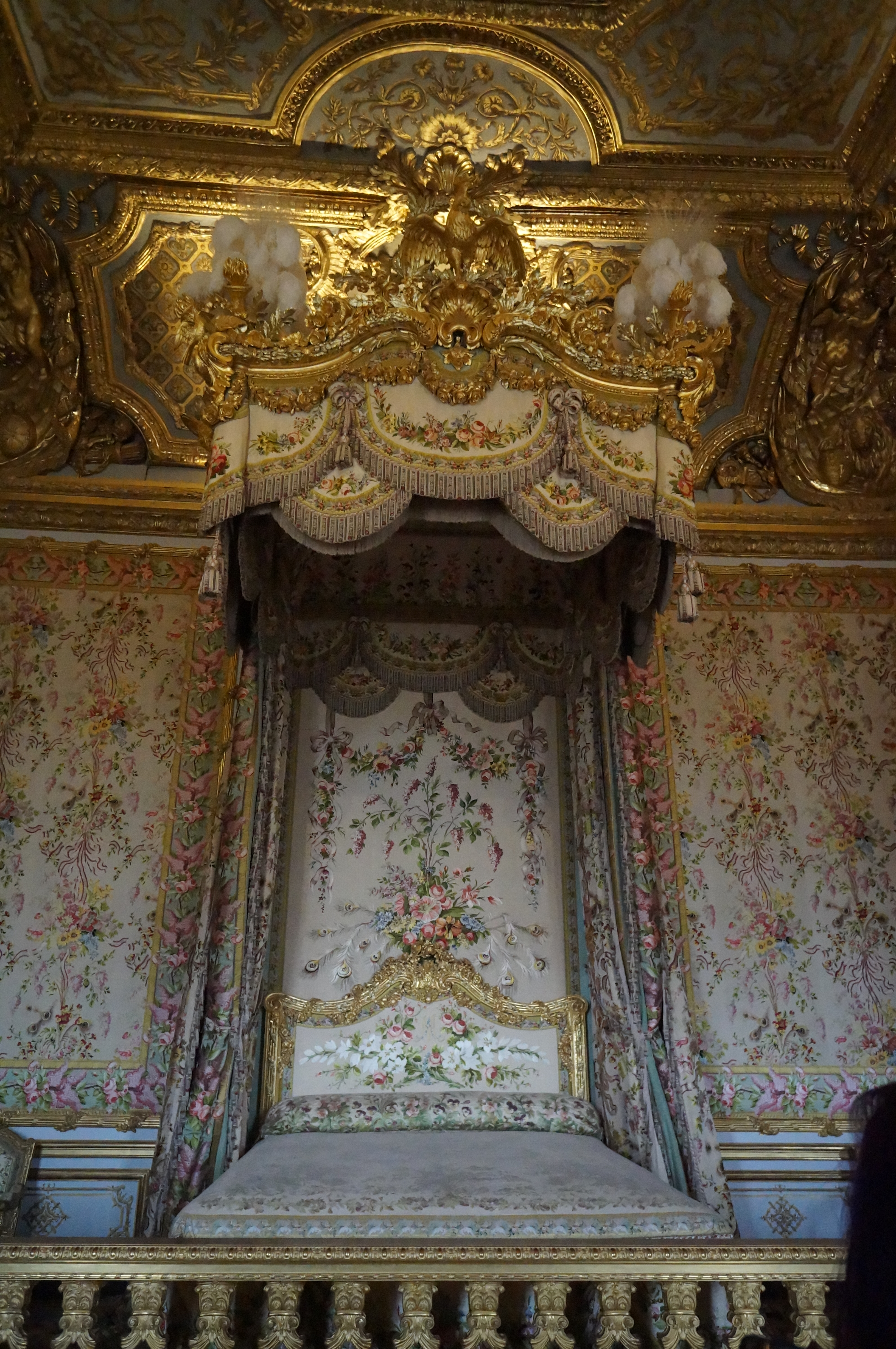
베르사유 궁전 안의 그녀의 침대

### 프티 트리아농
1774년, 베르사유 정원 한 구석에 있는 프티 트리아농이라는 작은 궁전을 루이 16세로부터 선물로 받았다. 이 궁전은 본래 뒤바리 백작 부인이 사용하던 곳이었다. 루소의 자연주의를 지지했던 마리는 프티 트리아농을 전원적인 분위기로 개조하였다. 그리고 그녀는 프랑스 왕실에서 적국 출신이라는 출생적 이질감에서 오는 소외와 외로움을 달래기 위해서 이곳에서 파티나 가면무도회를 열기도 하고 시골처럼 꾸며놓고 전원생활을 즐기기도 하며 그간 쌓인 스트레스를 풀었다. 그러나 호화롭게 별장을 개조했다는 악의성 소문이 나면서 또 다시 그녀를 괴롭게 했다.

### 목걸이 사건

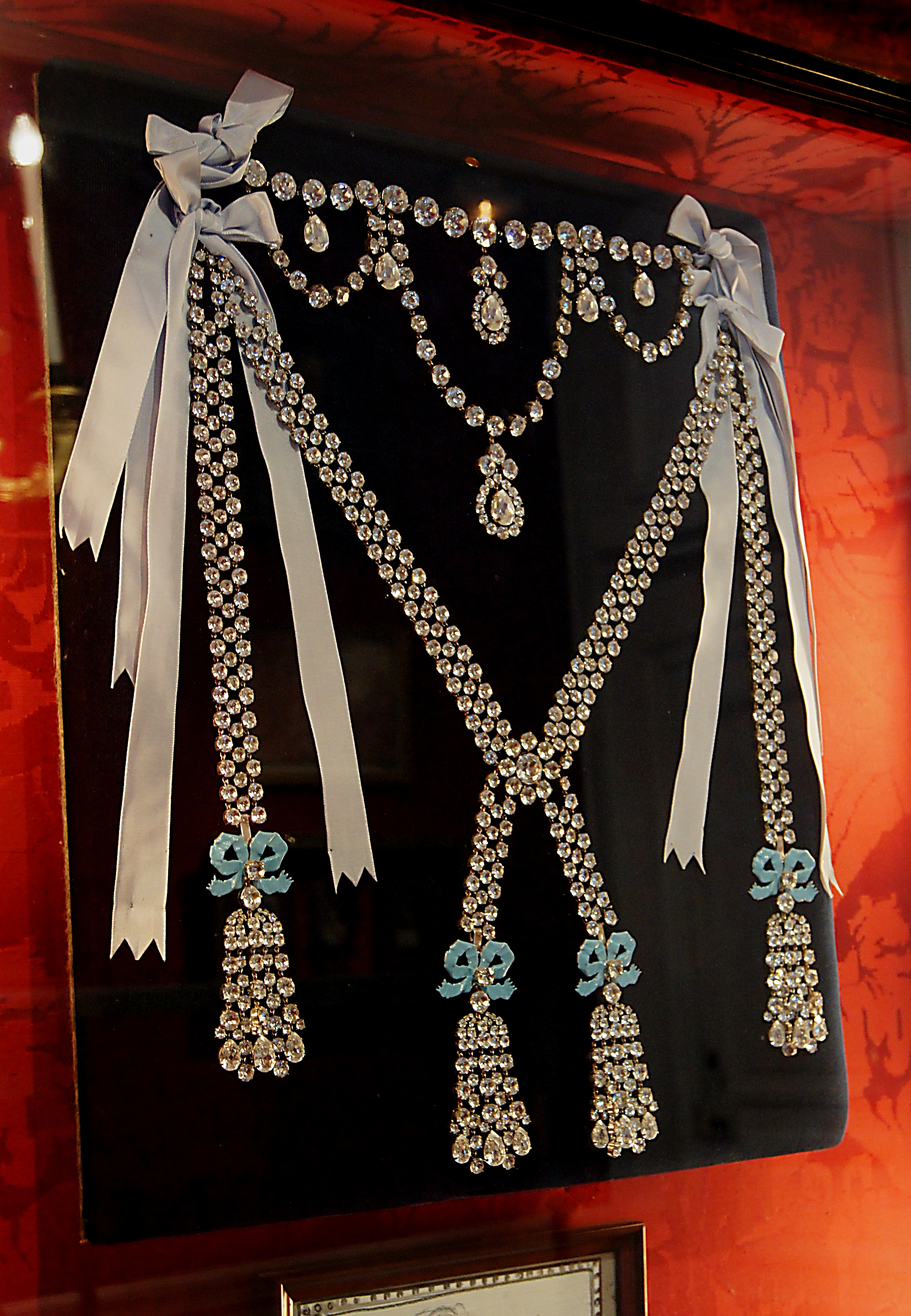
복원된 목걸이 모형

1785년에는 부르봉 왕가의 치세 말기를 상징하는 스캔들인 목걸이 사건이 발생하며 그녀에 대한 민중의 불신은 한층 더 가중됐다. 사건의 개요는 주범인 라모트 백작부인이 로앙 추기경에게 접근하여 왕비가 고가의 다이아몬드 목걸이를 국왕 모르게 타인 명의로 구입하기를 원한다고 속여서 대리구매를 하도록 유도한후 중간에서 가로챈 전형적인 사기사건이었다. 사건의 전모는 재판을 통해 사기극으로 밝혀지고 왕비는 결백하다는 사실이 밝혀지게 되었다. 하지만 이로 인해 왕비의 체면과 위신은 크게 떨어져 버렸다. 사건의 진상이 밝혀졌음에도 파리 시민들은 마리 앙투아네트가 여론을 잠재우기 위해 두 사람에게 누명을 씌웠다고 생각했다. 목걸이 사건은 그녀를 향한 증오의 도화선이 되었다.
이러한 와중, 궁정 내에서는 마리 앙투아네트와 스웨덴 귀족 한스 악셀 폰 페르센 백작의 염문이 확산되고 있었다. 그녀는 폴리냑 백작 부인 등 자신이 마음에 드는 소수의 귀족들 만을 극단적으로 총애 했고 그로 인해 그녀의 그룹에 끼지 못한 귀족들은 그녀와 총신들을 향해 매일같이 악담을 퍼부었다. 베르사유 외의 다른 장소, 특히 파리에서는 이러한 정세가 심했다.

## 프랑스 혁명

### 프랑스 대혁명

바스티유 감옥 습격 (1789년 7월 14일)

18세기 후반 프랑스 경제는 최악의 상황에 직면했다. 기상이변으로 농업 생산량이 급감하자 물가마저 폭등하여 서민 경제는 파탄 지경에 이르렀다. 농민과 노동자들은 끼니를 걱정해야 했으며 실업자와 절대 빈곤자가 늘어만 갔다. 폭동, 시위, 약탈 등이 빈번하게 발생하여 심각한 사회문제가 되었다. 루이 16세의 노력에도 불구하고 면세특혜를 누리는 성직자와 귀족들은 개혁을 거부했고 시대변화에 뒷처진 구체제는 사태해결을 어렵게 했다. 결국 175년만에 삼부회가 소집되었다.
1789년 5월에 삼부회가 개최되었으나 의결방식을 놓고 심각한 갈등이 발생했다. 파행이 장기화되자 평민대표들은 6월 17일에 별도로 '국민의회'를 결성하였다. 분노한 루이 16세는 회의장을 폐쇄해 버렸다. 국민의회측은 '테니스 코트 서약'을 하며 맞섰다. 루이 16세는 군대를 동원하여 강제해산을 시도하려 했다. 이 소식을 접한 파리 시민들은 국민의회를 보호하기 위해 7월 14일 바스티유 감옥을 습격하여 무기를 탈취하고 무장을 하며 국왕의 조치에 격렬하게 저항했다. 이로써 프랑스 대혁명이 시작되었다.

### 베르사유 행진
혁명의 열기는 지방으로 확산되었고 농민들도 봉기하여 귀족과 호족을 공격하기도 했다. 왕의 권위는 무너지고 정국은 혁명세력인 국민의회가 주도하였다. 국민의회는 8월 4일 봉건제를 폐지하고 8월 26일에는 인권선언을 발표함으로 주권재민, 평등, 사상의 자유등 새로운 사회질서의 원칙을 제시하여 혁명의 정의와 이념을 세웠다. 그러나 루이 16세는 인권선언의 재가를 거부하며 군대를 베르사유로 이동시켰다. 파리에는 '인민의 벗'을 비롯한 새로운 신문이 많이 창간되었고 국민의회(제헌의회)는 헌법제정으로 바쁜 나날을 보냈다. 바스티유 습격 사건과 봉건제 폐지 등으로 놀란 귀족들은 망명길에 오르기 시작했다.

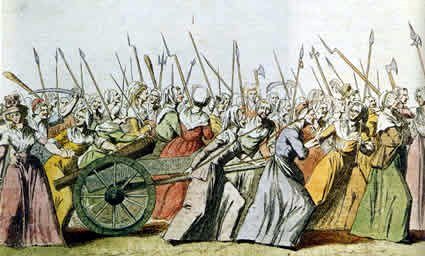
베르사이유 여성 행진 (1789년 10월 5일)

전년도의 대흉작으로 밀 수확량이 급감하자 파리의 빵값이 치솟았다. 끼니를 걱정하는 서민들의 궁핍한 생활이 이어지자 불만과 원망이 폭발 일보직전에 놓여있었다. 이런 파리의 시민들의 사정과는 달리 베르사유에서는 플랑드르 군대를 위한 호화로운 연회가 10월 1일 벌어졌는데 이 때 군인들에 의해 혁명의 상징이라 할 수 있는 삼색기가 훼손당하는 사건이 발생하였다.
이 소식을 접한 파리 시민들은 다시 흥분하였다. 특히 이번에는 빵값 폭등으로 화가난 여인들이 전면에 나섰다. 7천여 명의 여인들이 파리 시청으로 모여들어 "빵을 달라"라고 외치며 10월 5일 베르사유 궁전을 향해 행진을 하였다. 약 20km가 넘는 이 행진에 국민방위대도 동참하였다. 갑작스럽게 베르사유 궁전앞에 몰려든 군중을 보고 당황한 루이 16세는 인권선언을 재가하며 이들을 달랬다. 그날 밤 이슬을 맞으며 노숙한 여인들은 다음날 궁전에 난입하여 국왕의 파리 귀환을 요구했고 국왕 일가는 군중들과 함께 파리로 이동하였다. 이후 마리 앙투아네트와 국왕 일가는 파리 시민들의 감시 속에 튀틀리궁에 거주하게 되었으며 국민의회도 파리로 이동하였다.

### 왕비의 망언
빵을 달라고 여인들이 폭동을 일으키자 "빵이 없으면 케이크를 먹으면 되잖아요!"고 마리 앙투아네트가 무심하게 말을 했다는 에피소드는 너무나 잘 알려져 있다. 그러나 왕비는 이런 말을 한 적이 없다. 세상물정 모르는 왕비의 무지와 함께 왕실의 부패와 비리를 과장스럽게 부풀려서 혁명의 당위성을 주장하고자한 당대의 혁명세력들 혹은 후대 사가들에 의해 조장된 근거 없는 낭설이다.
이 말의 출처에 대해서는 여러 가지 설이 존재한다. 우선 루소가 쓴 《고백록》에 젊은 공주가 이런 말을 했다고 적혀 있는데 이것이 와전되었다는 것이다. 학계에서는 《고백록》이 완성된 시기를 1770년경 혹은 그 이전시기로 추정하고 있는데, 이것을 근거로 할 때 프랑스 혁명이 일어나기 20년전에 쓴 것으로 시기적으로 일치하지 않는다. 고백록은 1부와 2부가 각 6권으로 하여 총 12권으로 구성되어 있는데, 1부 초판이 발행된 시기는 루소가 사망한후 3년이 지난 시기인 1781년이다.
《고백록》은 루소의 자서전으로 제1부에서는 출생에서 1741년까지의 이야기를 적었고, 2부에는 1765년의 생피에르 섬(島) 탈출까지의 이야기가 적혀있다. 1765년에 마리 앙투아네트는 10살에 어린나이였고 오스트리아에 거주하던 시절이었다. 당시 오스트리아 궁궐에는 마리 앙투아네트를 포함하여 모두 7명의 공주가 있었다. 7명중 누군가 이런 말을 했다고 해도 누구인지를 특정하기는 어렵다. 또한 프랑스와 오스트리아 간에 혼인동맹은 최초에 루이 16세와 마리 앙투아네트의 언니(마리아 카롤리나)간에 진행되다가 뒤늦게 1769년에야 마리 앙투아네트와의 혼담이 성사되어 1770년에 마리가 프랑스에 입국했다.
서울대 주경철 교수는 그의 저서 《주경철의 유럽인 이야기》에서, 이 에피소드는 역사상 가장 널리 회자되는 거짓말 중 하나이며, 이 말은 루이 14세의 왕비가 된 스페인 공주 마리 테레즈를 필두로 외국 출신 왕비를 비난하는 데 자주 이용되었던 고전적인 레퍼토리 중 하나라고 주장했다. 비난을 퍼부을 희생양으로 외국인 출신의 순진한 왕비보다 더 좋은 인물은 없었다는 것이다.

### 사회 개혁 작업

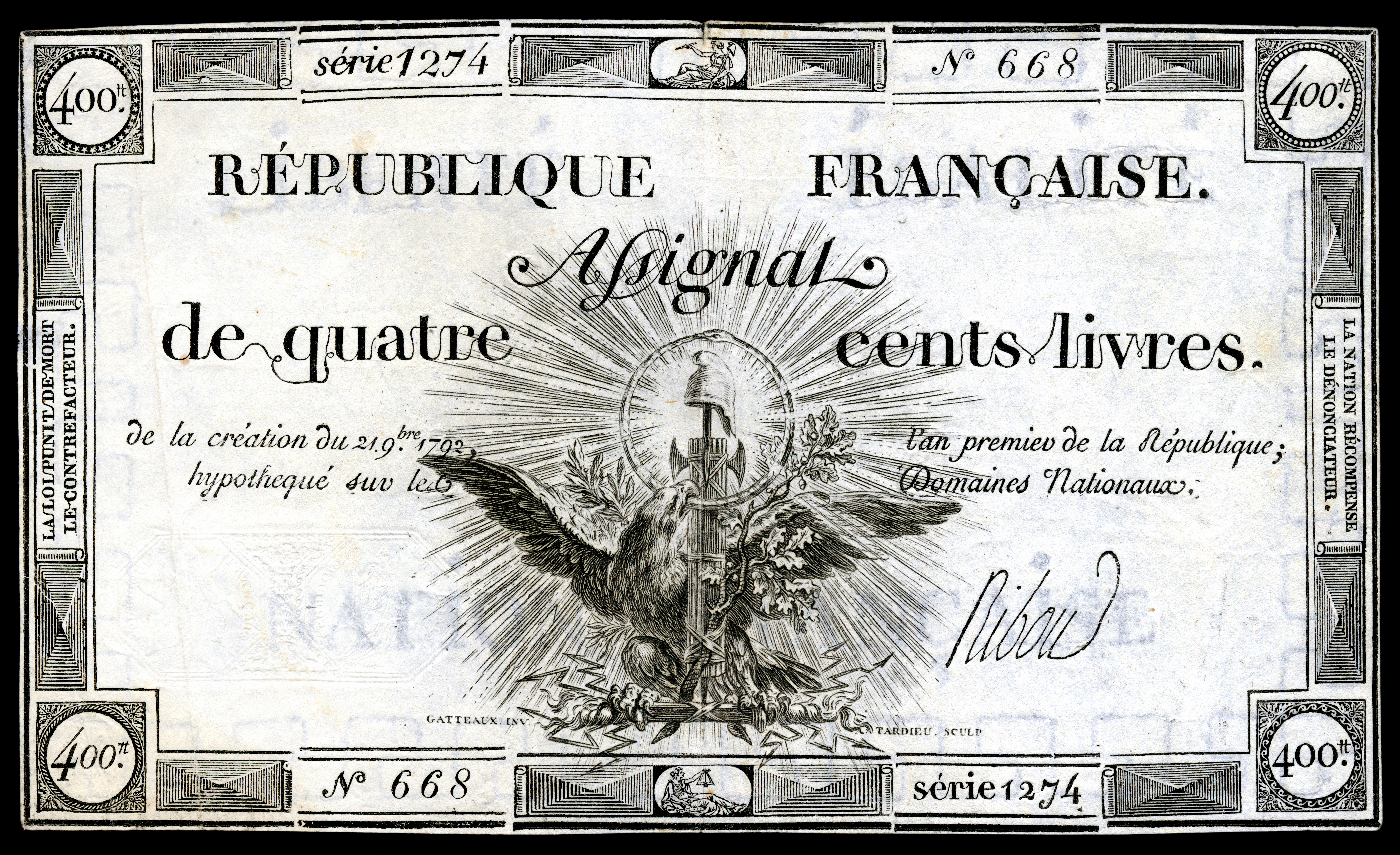
아시냐 공채 (1792년 발행)

루이 16세는 사실상 입헌군주로서의 역할을 하게 되었으며 1790년에 풍작으로 시위가 줄어들고 민심도 안정화된 가운데 프랑스 사회의 전반에 대해서 다양한 개혁이 진행되었다. 재정적자와 부채문제 해결하기 위해 공채인 아시냐를 발행했다. 수도원을 해체하고 성직자와 교회 재산의 국유화가 추진되었으며 1790년 7월 성직자 민사기본법을 제정하여 성직자를 국가 공무원화하였는데 이에 대한 반발과 저항이 거셌다.
이 밖에도 길드(동업조합)폐지, 재판제도 등 사법부 개혁, 조세제도를 개편하였고 행정구역을 재조직하여 전국을 83개의 도와 그 하위 행정구획으로 나누었다. 재산 제한 선거제가 도입되어 일정이상 세금을 납부하는 평민(남성)들도 선거권을 가지게 되었다. 이러한 국민의회의 개혁작업은 마냥 순조롭지만은 않았다. 공채 아시냐는 단기간 내 재정 확보에는 기여를 했지만 인플레이션을 조장하고 경제를 악화시켰다. 의회 내 개혁파 정치세력도 분열하는 흐름이 있었다. 알자스에서는 독일 제후들과 영토분쟁이 있었고 프랑스 남부지방의 특권파 인사들이 소요를 일으키기도 하였다. 외국 군주들은 프랑스 혁명을 부정적으로 보았으며 망명파 프랑스 귀족들은 불안감을 조장하기도 했다.

### 바렌 사건

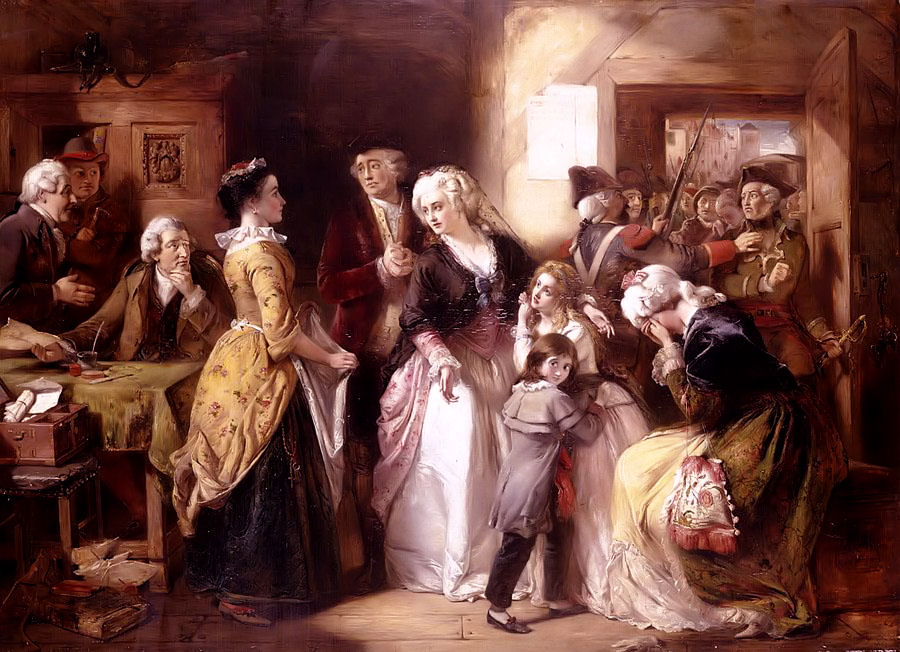
발각되어 망연자실한 왕비와 가족들(6월 21일)

루이 16세는 국외 도피라는 불명예를 두려워하여 프랑스에 머물고자 했으나 마리 앙투아네트는 모국 오스트리아로 망명을 계획했다. 그녀는 메르시 대사를 통해 비밀 편지로 본국과 연락을 취했다. 망명이 성공하면 친가는 물론이고, 친족이 있는 외국에 도움을 요청하고자 했다. 그녀는 페르센 백작의 도움을 얻어 위조 여권을 손에 넣었다.
1791년 6월 20일 계획을 실행에 옮겼다. 대형 마차에 식량과 술과 옷을 가득 싣고 남편과 아이들을 비롯하여 시녀와 미용사까지 동반하여 몰래 파리를 빠져나올 수 있었다. 하지만 이미 소문이 난데다 짐이 많고 진행속도가 느렸던 탈출은 곧 군인들에게 발각되었다. 결국 국왕 가족은 6월 25일, 파리로 끌려오게 됨으로써 탈주 계획은 수포로 돌아갔다. 국왕 일가의 권위는 크게 실추되었으며 푀양파 세력으로부터 지지도 상실했다. 게다가 파리 코뮌이 전면에 등장하여 루이 16세가 반(反)혁명 측에 있다는 인식을 퍼뜨렸다.
의회는 루이 16세의 왕권을 중지시켰으나 의회 내 내분이 생기면서 7월 15일경 루이 16세의 권한을 복위시켰다. 그러자 이에 대한 반발이 있었는데, 7월 17일에는 민중들이 국왕 폐위와 재판을 요구하는 시위를 벌이다가 국민방위대에게 무자비하게 진압 당하여 수십 명이 사망하는 샹 드 마르스의 학살사건이 발생했다.
한편 망명실패 소식을 접한 신성로마제국 황제 레오폴트 2세는 여동생 마리 앙투아네트(프랑스 왕비)와 부르봉 왕가의 신변안전과 왕권 복위를 돕고자 노력하였다. 프로이센과는 동맹을 맺고 8월 27일 필니츠 선언을 통해 국민의회를 외교적으로 압박하였다. 그러나 필니츠 선언은 역효과를 발생시켜 파리시민들을 자극하였다. 루이 16세가 외국과 내통하고 있다고 생각하게 만들었으며 이로 인해 국왕에 대한 실망과 배신감만 커지고 조금이나마 남아있던 충성심이 사라져 버렸다.

## 프랑스 혁명 전쟁

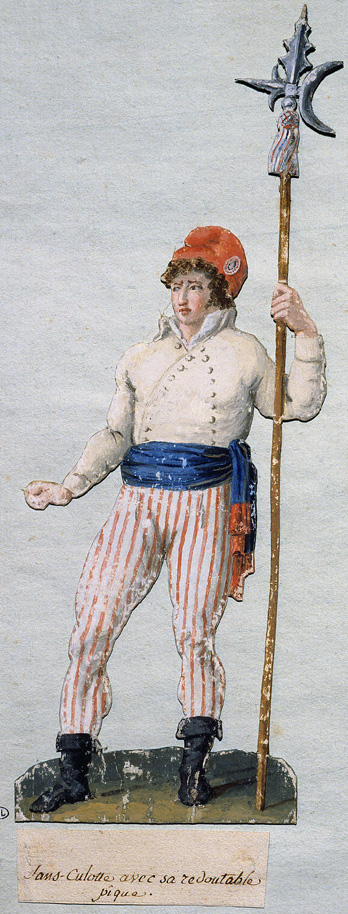
상퀼로트

### 선전포고
1791년 9월 3일에 입헌군주제를 바탕으로한 헌법(1791년 프랑스 헌법)이 공포되었다. 이 헌법을 바탕으로 그해 10월이 되어 첫 번째 선거가 실시되어 입법의회가 구성되었다. 프랑스 사태를 예의 주시하던 오스트리아와 프로이센 양국은 1792년 2월 대(對)프랑스동맹을 체결하여 혁명정부를 압박하였다. 프랑스 혁명세력은 양국의 동맹과 망명 귀족들의 반혁명적 활동을 심각한 위협으로 받아들였으며 전쟁이 필요하다고 판단했다. 1792년 4월 20일, 프랑스 의회는 오스트리아에 대한 선전포고안을 통과시켰다. 프로이센에는 조금 늦은 7월 8일에 선전포고를 했다. 그러나 귀족출신의 프랑스 장교들은 혁명 정부에 대한 협력에 소극적이었다. 결국 프랑스군은 5월에 각지에서 벌어진 전투에서 패배했다.

### 왕궁 습격 사건
패전 소식에 급해진 입법의회는 선서거부파 성직자의 추방, 국왕의 친위대 해산, 지방출신을 포함한 연맹군(국민방위대) 창설 등의 법령을 통과시켰다. 그러나 6월 12일 루이 16세는 거부권을 행사하고 지롱드파의 대신들을 해임했다. 시민들은 루이 16세의 거부권 행사에 대해 반발했으며 아울러 패전의 원인이 국왕 일가에게 있다고 생각했다. 특히 왕비 마리 앙투아네트가 외국 군주들과 내통하고 있다고 의심했다. 결국 파리 시민들이 6월 20일, 왕궁인 튀틀리 궁을 습격하였다. 비록 습격은 최종적으로 실패로 끝났지만 그 과정에서 루이 16세는 심한 모욕을 당했다.

### 8월 10일 사건

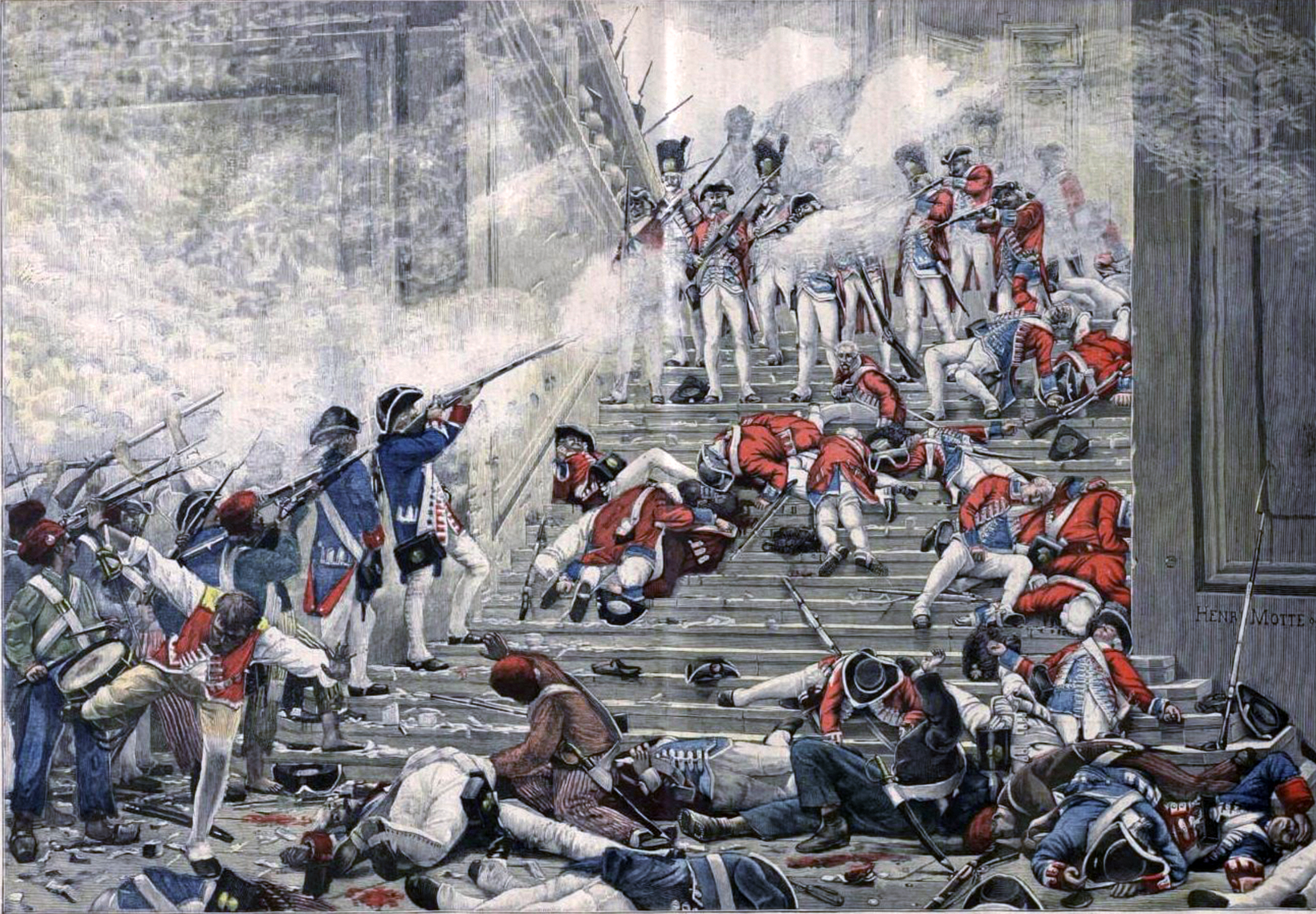
계단에서 벌어진 교전 (8월 10일)

7월에 프로이센군이 프랑스를 침공하자 혁명정부는 위기상황임을 호소하였고 프랑스 각지에서 의용군들이 파리로 집결했다. 7월 25일 프로이센군 사령관이 부르봉 왕실을 모욕한다면 무자비하게 응징하겠다는 협박성 선언을 하였다. 파리 시민들은 왕실이 여전히 외국과 내통하고 있다고 판단하였다. 흥분한 시민들과 의용군은 8월 10일에 왕궁인 튀틀리궁 공격했다. 격렬한 전투가 벌어졌고 루이 16세는 의회로 피신하였다. 의회도 침입을 받아 군중의 압박속에 황급히 왕권을 중지시키고, 국왕 일가를 모두 탕플 탑에 유폐했다. 또한 임시내각을 만들고 빠른 시일내 보통선거를 실시하여 공화제 실시를 약속했다. 이 사건은 군주제가 몰락하고 공화정이 시작되는 계기가 되었다.

### 9월 학살

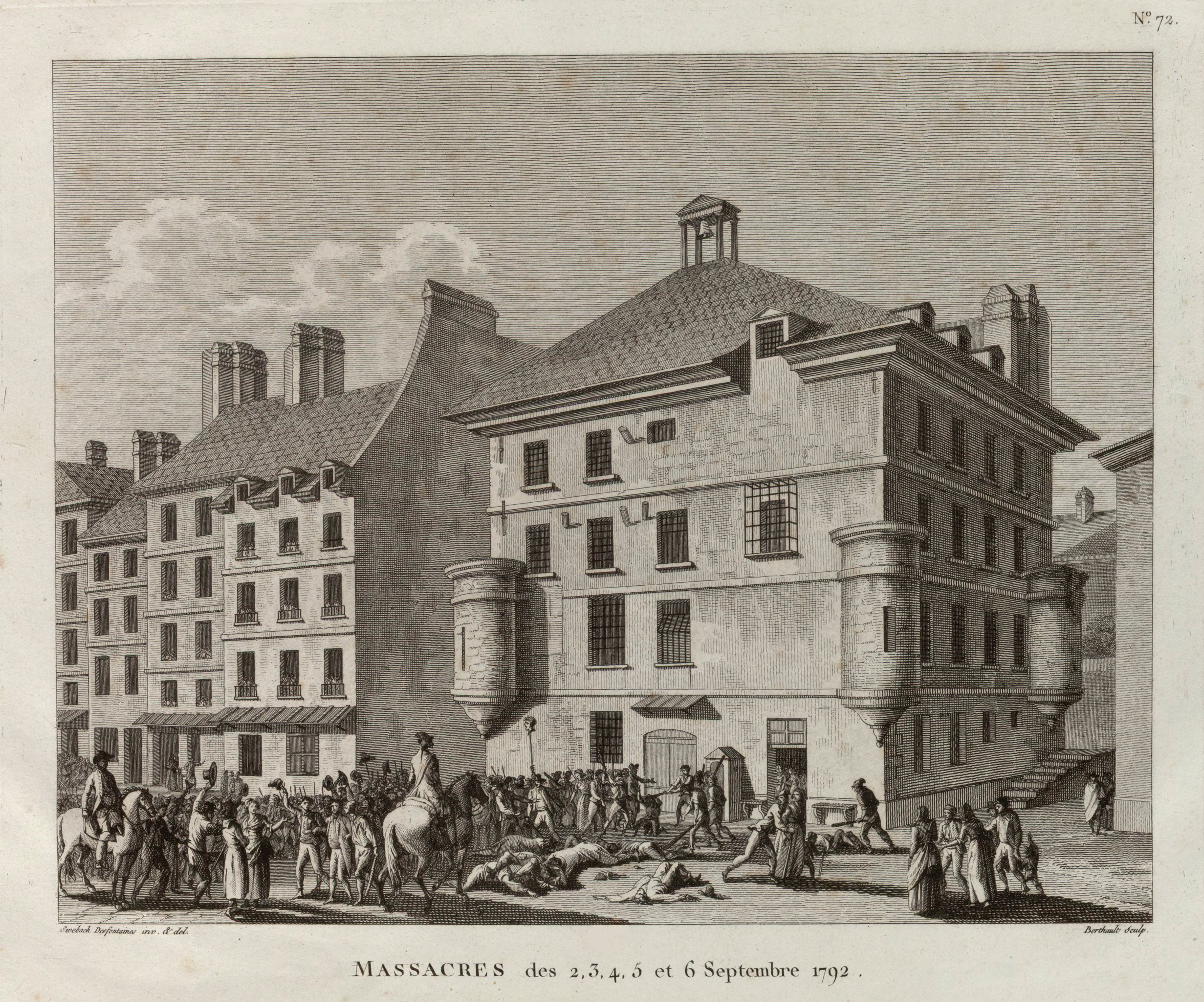
9월 학살 (1792년 9월)

8월 26일에 프로이센군이 롱위를 점령하여 파리 침공의 위기감이 증가하자 의용병이 증가했다. 한편으로는 “감옥에 수감되어 있는 반혁명주의자들이 의용군의 출병 후 파리에 남은 가족을 학살할 것"이라는 풍문이 떠돌고 있었다. 9월 2일 아침부터 반혁명파 색출과 사냥이 시작되었고, 파리 코뮌의 감시위원회는 모든 포로를 인민의 이름으로 재판할 것을 명령했다.
상퀼로트와 시민들이 감옥을 차례로 습격하여 형식적인 약식 재판을 한후 죄수들은 무자비하게 학살했다. 학살은 며칠 동안 계속되었다. 마리 앙투아네트와 운명을 함께하기 위해 귀국했다가 체포된 랑발르 공작 부인도 비참하게 죽었다. 어떤 무리는 창 끝으로 그녀의 머리를 찔러 탕플 탑 앞에서 왕비에게 보여주며 시위를 했다. 마리 앙투아네트는 창에 꽂힌 랑발 부인의 머리를 직접 보지 못했으나, 나중에 그 얘기를 듣고 혼절했다.

## 공화국의 성립
국경지역에서는 전쟁이 벌어지고 '9월 학살' 과 상퀼로트의 다소 과격한 활동으로 어수선한 가운데 국민공회를 구성하기 위한 선거가 진행되었다. 재산이나 소득 금액에 상관없이 모든 남자에게 선거권이 주어지는 보통 선거가 실시되었으나 기권율이 높았다. 시민들이 겁을 먹고 감히 투표를 하지 못했기 때문이다. 749명의 새 의원들이 뽑혔고 국민공회가 소집되었다. 국민공회는 9월 21일, 군주제를 폐지하고 다음날 공화정을 선포함으로 프랑스 제1공화국이 수립되었다. 이에 따라 1791년 프랑스 헌법은 불과 1년 만에 폐지됐다.
9월 20일에 있었던 발미전투에서 프랑스의 승리는 시기적절하게도 공화정의 출발에 큰힘이 되었다. 국민공회는 어려운 상황에서 과업을 수행했다. 파리를 장악하고 코뮌을 통제하고 있던 상퀴로트의 압력과도 끓임없이 타협해야 했다. 초기에 국민공회를 지배했던 세력은 160석을 차지한 지롱드파였다. 이들은 공정가격제를 거부하고 경제 자유주의를 선호했다. 도시의 부유한 부르조아 출신인 지롱드파는 비상 재판소를 폐지하였고 공화정이기는 하나 국왕이었던 루이 16세의 목숨을 구하려 노력하는등 온건한 개혁을 선호했다.

## 죽음

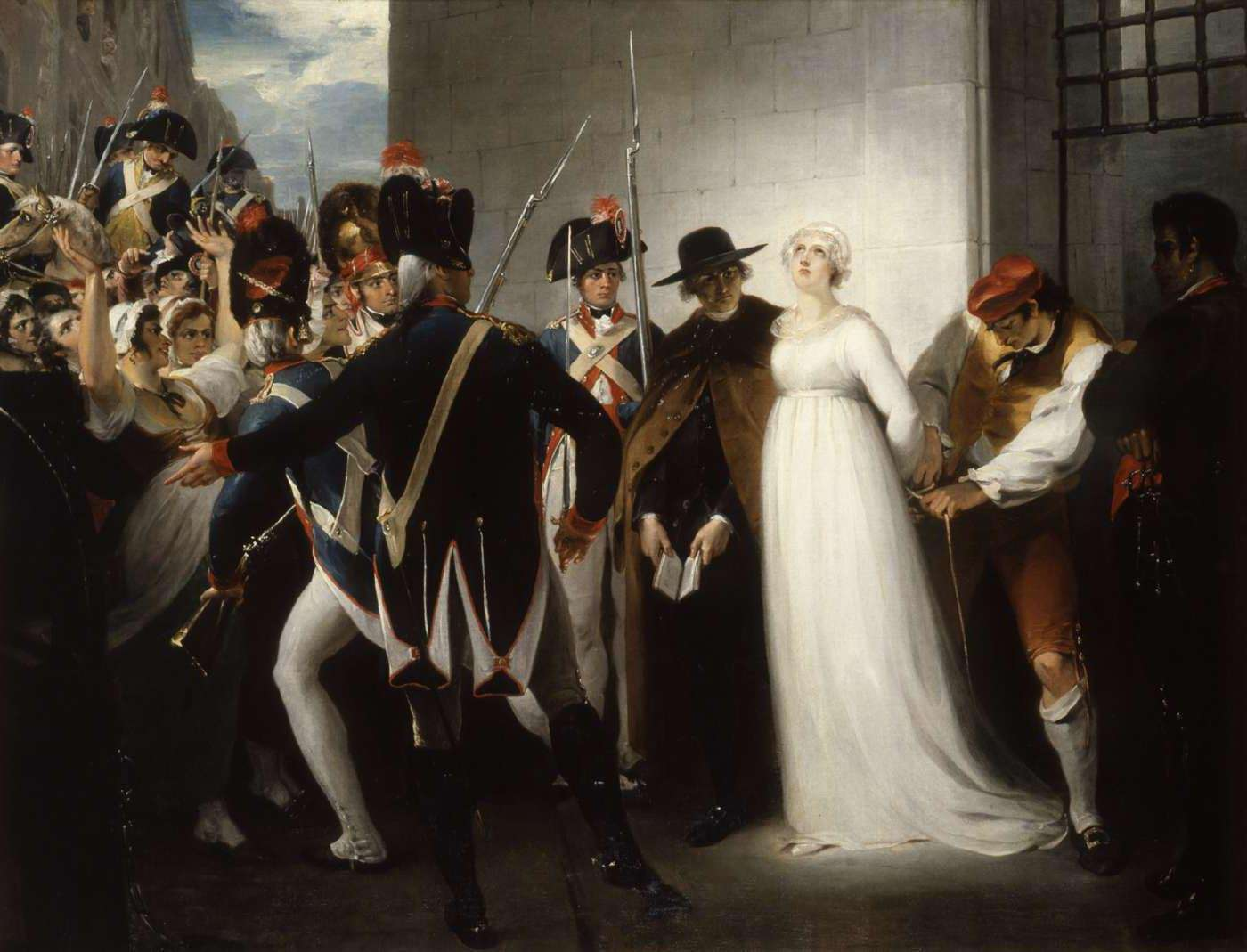
처형장으로 끌려가는 앙투아네트

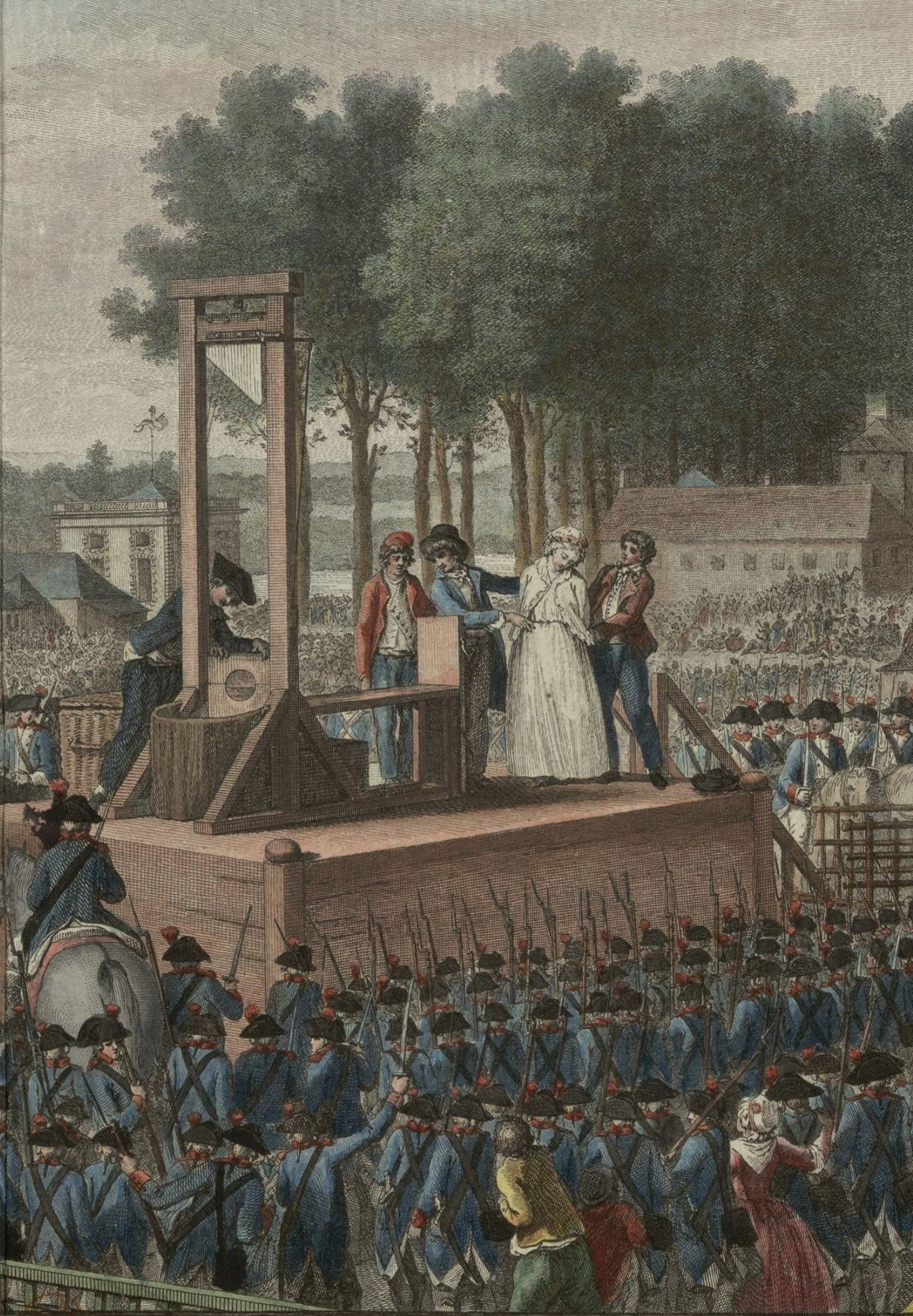
마리 앙투아네트의 참수.

1793년 1월 21일, 혁명 재판은 루이 16세에게 사형 판결을 내려 단두대로 처형했다. 그 해 7월에는 왕위계승자인 루이 샤를이 어머니와 고모에게서 떼어 놓아졌다. 그해 8월 1일에 마리 앙투아네트는 콩세르쥬리 감옥으로 이감된 뒤, 10월 초에 공개 재판을 받았지만, 결과는 처음부터 이미 정해져 있었다. 공화주의에 깊이 물든 혁명기의 국민에게 마리 앙투아네트는 다른 무엇보다도 오스트리아 여자였고 역적이었다. 1793년 10월 15일, 그녀는 혁명 재판으로부터 사형 판결을 받았으며, 다음날인 10월 16일, 콩코드 광장에서 남편의 뒤를 따라 단두대에 의해 참수당했다.
참수형 당일, 마리 앙투아네트는 특별 죄수로서 거름통을 싣는 짐수레에 실려 처형장으로 끌려갔다. 콩세르쥬리 감옥에서 나올 때 그녀는 머리카락이 짧게 깎여져 있었으며 두 손은 뒤로 묶여져 있었다. 합스부르크 왕가의 사람답게 품위를 중시했던 그녀는 반혁명의 혐의로 3일 간 받은 심문 내내 의연하고 담대한 모습을 보였으며 형장의 이슬로 사라지는 순간에도 품위를 잃지 않았다. 혁명 직전, 마리 앙투아네트는 편지글에 "불행 속에서야 겨우 인간은 자기가 누구인가를 알 수 있습니다."라는 문구를 남겼고, 사형장에서 사형 집행인의 발을 실수로 밟아버렸을 때에도 "미안해요. 일부러 그런 것이 아니었어요."라며 에티켓을 지킨 마지막 말을 남겼다.
기본적으로 단두대로 처형할 시에는 사형수의 얼굴을 아래로 향하게 하였지만, 마리 앙투아네트의 경우는 얼굴을 일부러 위로 향하게 해서 위에서 칼날이 떨어져 내려오는 것을 볼 수 있게 했다는 소문이 있으나 진위는 불분명하다. 아마도 이러한 이야기는 그 당시 그녀에 대한 파리 코뮌의 증오심이 얼마나 격렬했는지를 보여준다고 할 수 있다. 또한 사형집행일 전날 머리카락이 하룻밤만에 하얗게 세어버렸다는 설이 있으나, 과학적으로 그런 급속한 변화의 가능성은 가장 희박한 것으로 보인다.

## 평가
프랑스 혁명 당시에는 마리 앙투아네트에 대한 평가가 매우 극도로 부정적이었으나, 최근의 연구들에 따르면, 당대 퍼져 있던 그녀에 대한 평판의 거의 대부분이 과장된 것으로 보고 있다. 왕정 시대 프랑스의 왕비로서는 특별히 부적합한 행동이 없었다는 평가가 주류를 잇고 있다. 최근 연구에 따르면, 당시 왕비들은 거의 정치에 참여하지 않았기 때문에 정치적 능력을 이유로 마리 앙투아네트를 폄하하는 것 역시 지나치다고 보고 있다.
1793년 로베스피에르의 공포정치가 시작되면서 혁명광장에 설치된 단두대에는 피비린내가 가시지 않았으며 프랑스 혁명에서 가장 참혹하게 꺾인 인물은 ‘베르사유의 장미'로 알려진 마리 앙투아네트였다. 혁명세력은 그녀를 성적 스캔들의 주인공으로 만들었으며 로베스피에르는 그녀가 만족할 줄 모르는 ‘자궁의 충동’을 갖고 있다고 몰아붙였다. 남성 공화주의자들은 왕비의 부정한 사례를 들어 여성의 정치참여를 도덕적 타락으로 몰고 갔다. 미국의 여성 사학자 린 헌트는 “그것은 남성끼리의 새판 짜기였다. 남성 중심의 혁명, 여성을 정치에서 배제한 절반의 혁명. 이것이 프랑스 혁명에 감추어진 보수성”이라고 말했다.
당시 오스트리아와 프랑스는 앙숙관계였고, 두 국가간의 전쟁으로 프랑스는 많은 아들과 형제들을 잃었으며 국민 거의 대부분이 오스트리아에 적대감을 가지고 있었다. 그 두 나라의 화해와 동맹을 위해 앙투아네트는 프랑스로 왔지만 역사의 소용돌이에 휘말려 프랑스 혁명의 원인이라는 죄를 뒤집어썼다.
그녀가 왕비로 있었을 때 국고가 파산지경이었던 것은 사실이나, 그것은 그녀의 사치 때문이 아니라 선대의 향락과 미국 독립 전쟁 지원 때문이었고, 그것은 그녀의 선택이 아니었다. 결혼 당시 정치에는 무관심한 순수한 마음을 가진 15살 행복한 소녀였던 마리 앙투아네트는 '사치와 환락의 궁전'으로 알려진 쁘띠 트리아농 궁에서 실제는 시골처럼 꾸며놓고 전원생활을 즐겼을 뿐이었다. 그녀는 프랑스 왕실에서 유일하게 소작인의 밭에 마차를 몰아 밭을 망치지 않게 배려한 사람이었으며 루이 16세가 활을 쏘다 실수로 농민을 다치게 했을 때에도 직접 치료를 해 준 사람이었다. 그녀는 가난한 사람들에게 동정심을 가지고 있었으며 프랑스 왕비로선 이례적으로 빈민구제와 프랑스식 농경생활에 관심을 가졌다. 빈민구제를 위해서 자신의 드레스를 직접 팔고 당시 악마의 음식이라고 불린 감자에 혐오감을 없애기 위해 직접 꽃을 꽂아 나눠주거나 감자꽃을 머리에 꽂았으며 그녀는 오히려 그녀의 딸 마리 테레즈에게 사치를 도외시하고 가난한 사람들을 이해하도록 가르치다 딸의 불만을 사기도 했을만큼, 아름답게 꾸미고 자애롭게 돌보는 것을 좋아했던 여인이었다.
유명한 다이아몬드 목걸이 사건 역시, 마리 앙투아네트가 결백하다고 알려졌다. 그 목걸이는 애초 루이 15세가 애첩 마담 뒤 바리의 사치를 위해 제작된 것이고, 마리 앙투아네트는 그 목걸이 구입을 거부했다. "빵이 없다면 케이크를 먹으세요."라는 말도 마리 앙투아네트가 한적이 없다. 프랑스 혁명의 당위성을 주장하고자한 당대의 혁명세력들 혹은 후대 사가들에 의해 의도적으로 왜곡된 근거 없는 낭설이다. 더구나 아들을 무척 사랑했던 앙투아네트는 파리 코뮌 측의 음모로, 재판에서 아들을 성추행했다는 누명을 쓰기도 했다. 당시 8살이었던 루이 17세는 마약까지 먹은 상태로 그것이 무슨 뜻인지도 모르고 동의했고, 그것은 마리 앙투아네트 생애 가장 큰 상처였다. 마리 앙투아네트는 끝까지 위엄으로써 많은 오욕에도 잘 견디고 품위있는 태도를 보였다.

## 자녀

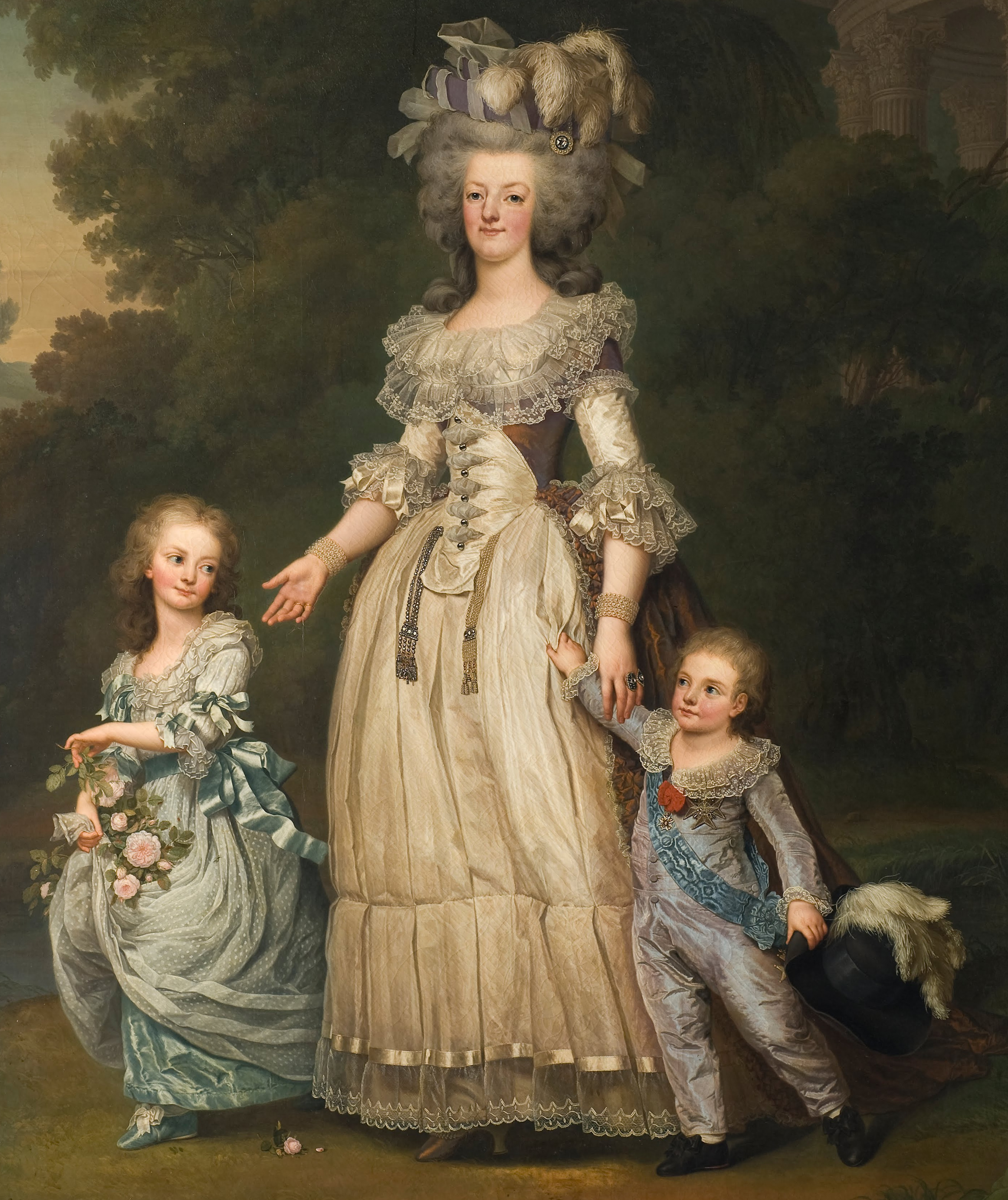
마리 앙투아네트와 마리 테레즈, 루이 샤를(루이 17세)

| 사진 | 이름                       | 생일             | 사망                   | 기타                                         |
| ---- | -------------------------- | ---------------- | ---------------------- | -------------------------------------------- |
|      | 마리 테레즈 드 프랑스 왕녀 | 1778년 12월 19일 | 1851년 10월 19일(72세) | 프랑스 임시 국왕 루이 19세의 왕비, 자녀 없음 |
|      | 루이 조제프 드 프랑스      | 1781년 10월 22일 | 1789년 6월 4일(7세)    | 요절.                                        |
|      | 루이 17세                  | 1785년 3월 27일  | 1795년 6월 8일(10세)   | 프랑스 임시 국왕. 요절.                      |
|      | 소피 엘렌 베아트리스       | 1786년 7월 9일   | 1787년 6월 19일        | 요절.                                        |

## 같이 보기
| - 마리 앙투아네트 베르사유의 장미 - 베르사유의 장미 - 한스 악셀 폰 페르젠 - 루이 16세 | - 랑발르 공작 부인 - 폴리냑 백작 부인 - 잔느 드 라 모트 - 뒤바리 백작 부인 - 퐁파두르 후작 부인 - 루이 15세 |